# Crematogaster imperfecta
Crematogaster imperfecta  (лат.) — вид муравьёв рода Crematogaster из подсемейства Myrmicinae (Formicidae). Борнео (Малайзия).

## Описание
Мелкие муравьи (рабочие имеют длину около 4 мм, матки крупнее), живущие в лесах и фуражирующие на деревьях. Отличаются неразвитыми шипиками на заднегруди, слегка расширенным кпереди и узким петиолем, широким постпетиолем, красновато-коричневой окраской тела, многочисленными щетинками скапуса усиков и крупными проподеальными дыхальцами. Основные промеры и индексы пропорций рабочих муравьёв: ширина головы (HW) 0.77-0.87; длина головы (HL) 0.72-0.81; головной индекс (CI) 103-108 (HW/HL × 100); длина скапуса усика (SL) 0.63-0.71; индекс скапуса усиков (SI) 78-83 (SL/HW × 100). Проподеальные шипики на заднегрудке не развиты. От близкого вида Crematogaster hashimi отличается эллиптической формы дыхальцами проподеума и более узким петиолем. Усики рабочих и самок 11-члениковые (у самцов усики состоят из 12 сегментов, включая скапус). Голова субквадратная. Глаза среднего размера, расположены в задне-боковой части головы. Тело гладкое и блестящее, короткие сеты прижатые к поверхности (отстоящие волоски отсутствуют). Стебелёк между грудкой и брюшком состоит из двух члеников: петиолюса и постпетиолюса (последний четко отделен от брюшка), жало развито, куколки голые (без кокона). Характерна возможность откидывать брюшко на спину при распылении отпугивающих веществ. Таксон был впервые описан в ходе ревизии в 2015 году японским энтомологом Ш. Хосоиши (Shingo Hosoishi; Kyushu University, Фукуока, Япония). Включён в видовую группу Crematogaster ranavalonae-group (Oxygyne).